# Peugeot 1543
Der Peugeot Type 1543 war ein leichter Lkw, den Peugeot ab 1923 produzierte.
Er hatte einen Vierzylindermotor mit einem Hubraum von 2950 cm³ (Bohrung 85 mm, Hub von 130 mm). Fiskalisch war der Motor mit 14 CV eingestuft.
Das Getriebe hatte 4 Gänge. Die Höchstgeschwindigkeit in den einzelnen Gängen betrug: 1. Gang 8,5 km/h, 2. Gang 14 km/h, 3. Gang 25 km/h und 4. Gang 44 km/h. Im Rückwärtsgang waren 6,5 km/h möglich. Die Reifen hatten einen Durchmesser von 955 mm und eine Breite von 155 mm. Das Chassis hatte ein Leergewicht von 1400 kg, der Aufbau wog 700 kg und die zulässige Zuladung betrug 1500 kg. Somit lag das zulässige Gesamtgewicht bei 3600 kg.